# Luke Flanagan
Luke „Ming” Flanagan (irl. Lúcás Ming Ó Flannagáin; ur. 22 stycznia 1972 w Roscommon) – irlandzki polityk, deputowany krajowy, poseł do Parlamentu Europejskiego VIII, IX i X kadencji.

## Życiorys
Stał się rozpoznawalny na skutek swojej działalności związanej z aktywnością na rzecz legalizacji narkotyków, był również oskarżony i karany za posiadanie środków odurzających. Luke Flanagan jest bohaterem filmów dokumentalnych, w tym Dole Éireann i The Life and Crimes of Citizen Ming.
W 1997 i w 2002 bez powodzenia jako niezależny kandydował do Dáil Éireann, a w 1999 również bezskutecznie ubiegał się o mandat posła do Parlamentu Europejskiego. W 2004 i w 2009 uzyskiwał mandat radnego hrabstwa Roscommon, kandydując w okręgu wyborczym Castlerea. W 2010 został wybrany na mera hrabstwa Roscommon. W wyborach parlamentarnych w 2011, startując ponownie jako niezależny, został wybrany w skład Dáil Éireann 31. kadencji.
W wyborach europejskich w 2014 uzyskał mandat eurodeputowanego VIII kadencji. Z powodzeniem ubiegał się o reelekcję w 2019 i 2024.